# ハイパースケープ
『ハイパースケープ』(Hyper Scape) は、Ubisoft Montrealが開発し、ユービーアイソフトより公開された基本プレイ無料のバトルロイヤル・ファーストパーソン・シューティングゲーム。2020年の8月12日にMicrosoft WindowsやXbox One、PlayStation 4用に正式サービス開始。2020年7月13日にMicrosoft Windows向けのオープンベータが開始された。略称はハイスケもしくはHyse。当初からユーザー数が伸び悩んでいたが、2022年1月28日に2022年4月28日をもってサービスを打ち切ることを発表、およそ1年半の歴史に幕を閉じた。

## ゲーム内容
本作のメインモードは、これまでのバトルロイヤル作品と共通しており、最大100人（チームの場合は99人）のプレイヤーがマップ上に降下し、時間とともに徐々に狭くなるマップ上において他のプレイヤーと対戦する。対戦を経て、最後まで生き残ったプレイヤーもしくはチームが勝利するだけでなく、他の作品と異なる点の1つとして、ラウンド最後のセクター「ショーダウン」では「クラウン」が出現し、プレイヤーはそれを所持し、45秒間倒されずに保持し続けることでも勝利となる。
プレイヤーが使用するアイテムの1つには、キャラクターが巨大なボールに変身したり、透明になったりできる特殊能力「ハック」が用意されている。プレイヤーは武器だけでなく、このような特殊能力をそれぞれ2つ組み合わせて所持できる。
プレイヤーは他のプレイヤーによって倒されると、「エコー」となってゲームに残る。エコーは他のプレイヤーに対してダメージを与えることはできないが、チームのメンバーに危険や注目のポイントを知らせるために「Ping」を表示できる。他のプレイヤーを倒すと、その場所が蘇生地点となり、倒されエコーとなったプレイヤーを蘇生できる。
本作にはTwitchと共同開発した拡張機能「Hyper Scape Crowncast」が実装されており、配信の視聴者はリアルタイムでゲーム内の状況に影響を与えることができる。具体的には、一定時間おきに配信画面上にイベントの投票画面が表示され、視聴者は3つの選択肢のうちから1つに投票できる。イベントには「低グラビティ」や「無限弾薬」などがあり、同じマッチに参加するすべてのプレイヤーに対してイベントを発生させることができる。

## ストーリー・設定
本作は、2054年にPrisma Dimensionsという企業によって作られたメタバースの一部「ネオアルカディア」を舞台としている。この空間では、プレイヤーたちは互いに、「クラウンラッシュ」として知られているスポーツで対戦を行う。このような設定は『ゲームウォーズ』における「オアシス」と似ている。